# Sarakhs (shahrestan)
Sarakhs (persiska: شهرستان سرخس, Shahrestān-e Sarakhs, سرخس) är en shahrestan, delprovins i Iran.   Den ligger i provinsen Razavikhorasan, i den nordöstra delen av landet, 800 km öster om huvudstaden Teheran.
Delprovinsen hade 97 519 invånare 2016.